# Francesc Trabal i Benessat
Francesc Trabal i Benessat   (Sabadell, 5 de maig de 1899 - Santiago de Xile, 8 de novembre de 1957) va ser un novel·lista, contista, crític de cinema i periodista català.

## Biografia
El seu pare va ser procurador dels tribunals i dirigent de la Lliga Regionalista local. Des de molt jove Francesc Trabal va treballar per a diferents revistes i periòdics (La Veu de Catalunya, La Publicitat, Mirador i altres) i sobretot per al Diari de Sabadell, del qual esdevindria director i on va fer servir el pseudònim Senyor Banyeta. En el diari local va publicar diverses crítiques de cinema, en les quals va plasmar la creixent fascinació per l'obra de cineastes com ara Charles Chaplin, Buster Keaton i King Vidor, que van impactar en la seva obra novel·lística.
Va participar d'una manera molt activa en la vida cultural de la seva ciutat de Sabadell. Amb Joan Oliver (Pere Quart) i Armand Obiols van ser membres destacats de la Colla de Sabadell, a redós de la qual hi van crear l'editorial La Mirada i l'Associació de Música. Va viatjar per França, on va conèixer autors de primera fila intel·lectuals com Cocteau o Gide, com també va viatjar per Itàlia acompanyat de Joan Oliver. En el seu primer viatge a França va conèixer Antoinette Bordesvielles, que esdevindria la seva muller (1929).
Durant la Guerra Civil va participar en la creació de l'Agrupació d'Escriptors Catalans i va ser secretari de la Institució de les Lletres Catalanes, en un consell integrat per importants homes de lletres com Pompeu Fabra, Carles Riba i Pous i Pagès. L'any 1938 viatjà a Praga amb Mercè Rodoreda per representar els escriptors catalans a una reunió del PEN català.
L'any 1939 s'hagué d'exiliar a França, on organitzà el refugi de Roissy-en-Brie, que acollí nombrosos escriptors catalans. Posteriorment, va haver de traslladar-se a Xile quan esclatà la Segona Guerra Mundial. A Xile, entre altres activitats, va fundar amb l'escriptor xilè Hernán del Solar l'editorial Rapa-Nui (1946) especialitzada en llibres infantils, i va participar en les emissions radiofòniques L'hora catalana, a través de Radio Rapa-Nui (1953).
Va morir a Santiago de Xile l'any 1957, després d'una llarga malaltia.

## La seva escriptura
El model novel·lístic de Francesc Trabal es caracteritza per l'humor, la ironia, l'erotisme, l'absurd d'ascendent avantguardista, el cosmopolitisme, el ritme trepidant i una estructura narrativa innovadora en el panorama de la literatura catalana de l'època, en bona part de resultes de l'adopció del cinematografisme. Sota la influència del grup avanguardista liderat per Jean Cocteau (entre els quals destaquen el pintor Francis Picabia, el fotògraf Man Ray i el novel·lista Blaise Cendrars), d'una banda, adopta l'estètica cinematogràfica en algunes de les seves novel·les —com feia Cendrars— i, de l'altra, revisita els clàssics, tal com postula Cocteau a Le rappel a l'ordre (1926).
L'home que es va perdre estableix una complexa relació intertextual principalment amb la Divina Comèdia de Dante Alighieri, però també amb Dan Yack, le Plan de l'aiguille, de Cendrars, Els assassinats del carrer de la Morgue, d'Edgar Allan Poe, i els films The Kid (1921) i The Crowd (1928), del seus admirats Charles Chaplin i King Vidor respectivament. El deute amb el cercle de Cocteau es plasma en el nom del protagonista: Lluís Frederic Picàbia. El cognom, òbviament, fa referència al pintor francès, mentre que el nom —en aquest cas, de manera força críptica— evoca el suís Cendrars, el nom real del qual era Frédéric-Louis Sauser.
Les seves novel·les més reconegudes són Judita i Vals.

## Obra

### Novel·lística
- L'any que ve, amb pròleg de Josep Carner (1925)
- L'home que es va perdre (1929). Traduïda al francès per Marie-Jose Castaing i al castellà per Javier Cercas
- Judita (1930). Traduïda al castellà per Manuel Salvat (1941) i també per Montserrat Planas i Marta Pessarrodona (1972); i al francès per Montserrat Prudon (1994)
- Quo vadis, Sànchez? amb dibuixos de Valentí Castanys (1931)
- Era una dona com les altres (1932)
- Hi ha homes que ploren perquè el sol es pon (1933)
- Vals (1935), Premi Joan Crexells, 1936. Traduïda al castellà per Joan Oliver (1945) i a l'anglès per Martha Tennent (2013)[10]
- Temperatura (1947). Traduïda al castellà per Francesc Trabal (1947)

### Altres
- Els contracops de l'enyorança: escrits de l'exili (2011)
- Els mediocres (1929). Teatre
- De cara a la paret (1924-1929). Articles publicats al Diari de Sabadell. Se'n va fer una versió escènica amb el títol Sol, sota el sol[11]
- Una conversa amb Joan Miró. Fundació La Mirada (1992)
- Contes, arguments i estirabots. Fundació La Mirada (2003)
- Tres arguments. Fundació La Mirada (1995). ISBN 978-8460545835

## Patrimoni literari
- L'Auditori de la Biblioteca Vapor Badia de Sabadell, amb un aforament de 120 persones, duu el seu nom.
- L'any 1935 va ingressar com a soci a l'Associació de Periodistes de Catalunya, amb el carnet d'identitat núm. 589.
- Font del Saüc. Es troba al Parc Natural de Sant Llorenç del Munt i l'Obac. A principis de segle, Francesc Trabal, juntament amb Joan Oliver i Antoni Vila Arrufat van realitzar una original acampada que va durar set dies i va rebre la visita de nombrosos persones que s'apropaven a veure les extravagants activitats dels escriptors.
- Cala Pola. En aquest espai del municipi de Tossa de Mar es va produir una segona acció humorista i provocadora del grup de La Colla de Sabadell en la qual també va participar Francesc Trabal.
- Edicions La Mirada. Editorial fundada per la Colla de Sabadell l'any 1925. S'inicia precisament amb una obra seva titulada L'any que ve, de Francesc Trabal.
- L'avinguda de Francesc Trabal. Situada al nord de la ciutat de Sabadell, comunica l'avinguda de Matadepera amb Can Deu, travessant Sant Julià. Anteriorment anomenada avinguda de Sant Julià, passa a estar dedicada al membre del Grup de Sabadell a partir de l'any 1984.[1]